# وو سونگ یون
وو سونگ یون (کره‌ای: 우승연؛ ۲۴ مه ۱۹۸۳ – ۲۷ آوریل ۲۰۰۹) بازیگر اهل کره جنوبی بود.

## زندگی‌نامه

### حرفه
وو سونگ یون حرفهٔ خود را به عنوان مدل در تبلیغات تلویزیونی و مجلات آغاز کرد و حضور کوتاهی در فیلم‌های هرب (۲۰۰۷) و چشم پنهان (۲۰۰۹) داشت. او در سال ۲۰۰۸ با آژانس یه‌دانگ انترتینمنت فعالیت می‌کرد و در فوریه ۲۰۰۹ با اوراکل انترتینمنت قرارداد امضا کرد. او تحت درمان افسردگی قرار گرفته بود و به دنبال تعدادی از ادیشن‌های ناموفق، تحت استرس شدید قرار داشت. در زمان مرگ، او در طی مرخصی از دانشگاه چونگ آنگ بود و در آنجا زبان و ادبیات فرانسوی می‌خواند.

### مرگ
در ۲۸ آوریل ۲۰۰۹، وو سونگ یون در اثر خودکشی درگذشت و جسد حلق آویز شدهٔ او در خانه اش در جامشیل، سئول یافت شد. جسد او در ساعت ۱۹:۴۰ (کی‌اس‌تی) توسط هم‌اتاقی‌اش کشف شد. وو سونگ یون قبل از مرگش پیامکی برای خواهرش فرستاد و گفت: «متاسفم» و یادداشتی در دفتر خاطراتش گذاشت که روی آن نوشته بود «من عاشق خانواده ام هستم. خیلی متاسفم که زودتر رفتم.» پلیس معتقد است که افسردگی ناشی از وضعیت او و ترس از آینده منجر به خودکشی شده است.